# Cyclocirra thompsonii
Cyclocirra thompsonii is een ringworm. Cyclocirra thompsonii werd in 1841 voor het eerst wetenschappelijk beschreven door Müller. 